# Melquíades Álvarez (natation)
Pour les articles homonymes, voir Melquíades Álvarez et Álvarez.
Melquíades Álvarez Caraballo, né le 10 août 1988 à Alcalá de Guadaíra, est un nageur espagnol.

## Carrière
Il remporte le titre du relais 4 x 100 m 4 nages lors des Championnats d'Europe juniors de natation 2006 à Palma de Majorque.
En novembre 2010, lors des Championnats d'Europe en petit bassin, il remporte sa première médaille européenne, l'argent sur 200 mètres brasse.

## Palmarès

### Championnats d'Europe en petit bassin
- Championnats d'Europe 2010 à Eindhoven (Pays-Bas) :
  -  Médaille d'argent du 200 m brasse.

### Jeux méditerranéens
- Jeux méditerranéens 2009 à Pescara (Italie) :
  -  Médaille d'or du 100 m brasse.
  -  Médaille d'or du 200 m brasse.
  -  Médaille d'or du relais 4 × 100 m 4 nages.

## Records

### Records personnels
Ces tableaux détaillent les records personnels de Melquíades Álvarez en grand et petit bassin au 14 novembre 2009.
| Épreuve      | Temps        | Compétition         | Lieu            | Date       |
| 50 m brasse  | 28 s 21      | Jeux méditerranéens | Pescara, Italie | 01/07/2009 |
| 100 m brasse | 1 min 0 s 45 | Jeux méditerranéens | Pescara, Italie | 27/06/2009 |
| 200 m brasse | 2 min 9 s 69 | Jeux méditerranéens | Pescara, Italie | 29/06/2009 |

| Épreuve      | Temps        | Compétition                     | Lieu               | Date       |
| 50 m brasse  | 27 s 12      | Circuito Catalán de Natación    | Barcelone, Espagne | 07/11/2009 |
| 100 m brasse | 58 s 59      | Championnats d'Europe           | Istanbul, Turquie  | 10/12/2009 |
| 200 m brasse | 2 min 2 s 67 | Coupe du monde de natation 2009 | Berlin, Allemagne  | 14/11/2009 |

### Records d'Europe battus
Ce tableau détaille les deux records d'Europe battus par Melquíades Álvarez durant sa carrière; tous l'ont été en petit bassin.
| Épreuve                      | Temps        | Compétition         | Lieu              | Date       |
| 200 m brasse en petit bassin | 2 min 3 s 46 | Coupe d'Espagne     | Sabadell, Espagne | 17/04/2009 |
| 200 m brasse en petit bassin | 2 min 2 s 67 | Coupe du monde 2009 | Berlin, Allemagne | 14/11/2009 |